# روکو سیستو
روکو سیستو (ایتالیایی: Rocco Sisto؛ زادهٔ ۱۸ فوریهٔ ۱۹۵۳) بازیگر اهل ایتالیا و ایالات متحده آمریکا است. وی از سال ۱۹۸۴ میلادی تاکنون مشغول فعالیت بوده‌است.
از فیلم‌ها یا مجموعه‌های تلویزیونی که وی در آن نقش داشته‌است، می‌توان به عشق وارد شد، شنل قرمزی، سوپرانوز، پیشتازان فضا: نسل بعدی، سی‌اس‌آی، خانم وزیر، پس از ساعات اداری، دور و دورتر، راه کارلیتو، دانی براسکو، ایلومیناتا و اتومبیل‌دزدی بزرگ: سان اندرس اشاره کرد.